# Сан-Сальваторе-Телезіно
Сан-Сальваторе-Телезіно (італ. San Salvatore Telesino) — муніципалітет в Італії, у регіоні Кампанія,  провінція Беневенто.
Сан-Сальваторе-Телезіно розташований на відстані близько 185 км на південний схід від Рима, 50 км на північний схід від Неаполя, 27 км на північний захід від Беневенто.
Населення — 4046 осіб (2014).
Щорічний фестиваль відбувається 11 січня. Покровитель — San Leucio.

## Демографія
Населення за роками:

Станом на 1 січня 2023 року в муніципалітеті офіційно проживали 233 іноземці з 25 країн, серед них 69 громадян країн Євросоюзу та 24 громадяни України.

## Сусідні муніципалітети
- Аморозі
- Кастельвенере
- Файккіо
- Пульянелло
- Сан-Лоренцелло
- Телезе-Терме